# Grane
Grane je tudi občina v francoskem departmaju Drôme.
lat_seclon_seclon_minlat_deglon_deglat_min
 je občina v administrativni regiji Nordland na Norveškem.
1. ↑  »Forskrift om målvedtak i kommunar og fylkeskommunar« (v norveščini). Lovdata.no.